# Верхняя Целега
Верхняя Целега — река в России, протекает по Архангельской области. Устье реки находится в 128 км по правому берегу реки Мезень. Длина реки составляет 13 км.
В низовье на берегах расположены деревни Мелогора и Целегора.

## Данные водного реестра
По данным государственного водного реестра России, относится к Двинско-Печорскому бассейновому округу, водохозяйственный участок реки — Мезень от водомерного поста деревни Малонисогорская и до устья. Речной бассейн реки — Мезень.
Код объекта в государственном водном реестре — 03030000212103000048920.